# 大卫·布隆德尔
大卫·布隆德尔（法語：David Blondel，1591年—1655年4月6日）法国新教神职人员、历史学家和古典学者，生于香槟沙隆，阿姆斯特丹大学历史学教授，证明女教宗琼安的传说为虚构，《伪伊西多尔教令集》为加洛林帝国时期伪造而成。